# Canon antichar
 (novembre 2018).
Si vous disposez d'ouvrages ou d'articles de référence ou si vous connaissez des sites web de qualité traitant du thème abordé ici, merci de compléter l'article en donnant les références utiles à sa vérifiabilité et en les liant à la section « Notes et références ».

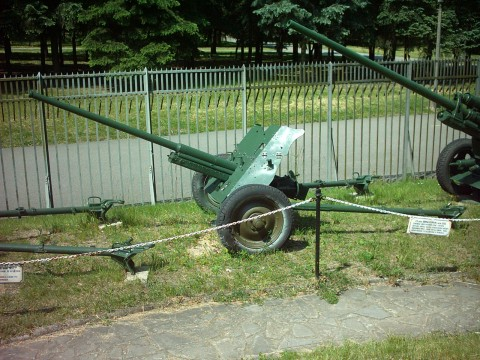
Canon anti-char de 45 mm soviétique, version de 1942

Un canon antichar, parfois orthographié anti-char, est une pièce d'artillerie dont le but principal est de détruire des véhicules blindés .

## Première Guerre mondiale et entre-deux-guerres
Des pièces d'artillerie de campagne furent employées contre les premiers chars d'assaut pendant la Première Guerre mondiale. Mais les premiers canons spécialisés dans la lutte antichar apparurent dans les années 1920. Ils étaient différents des obusiers par leur faible calibre (37 mm pour le Pak 35 allemand de 1928, 40 mm pour le 2 livres britannique de 1938, et même 25 mm pour le canon léger français de 1934), leur petite taille et leurs obus perforants à haute vélocité. En effet, la perforation d'un blindage nécessitait une vitesse élevée du projectile. Ils évoluaient parallèlement aux fusils antichars qui étaient portables.

## Seconde Guerre mondiale

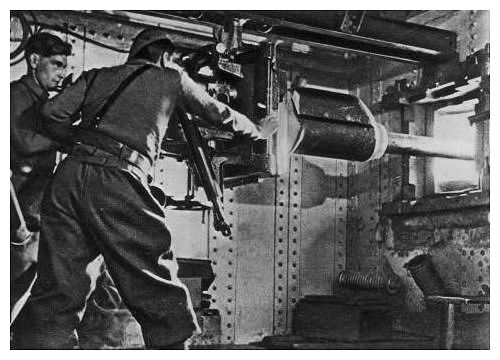
Canon français AC 47 du bloc 1 de l'ouvrage de Schœnenbourg en 1940.

À partir du début de la Seconde Guerre mondiale, les faibles calibres des canons et des fusils antichars les rendaient de moins en moins utiles contre les chars. Les fusils antichars disparurent donc dès 1942, et les canons devinrent de plus en plus gros. Alors qu'en 1939 très peu de canons antichars dépassaient un calibre de 50 mm, en 1945 toutes les grandes puissances en avaient au minimum de 75 mm mais bien souvent de 90 mm (chez les alliés), 100 mm, voire 120 mm dans l'armée russe, 88 mm et jusqu'à 128 mm dans l'armée allemande. Par exemple, le canon de 2 livres britannique de 1938 pouvait percer un blindage de 53 mm à 455 mètres, alors que le canon de 17 livres de 1942 pouvait percer 130 mm à 915 mètres.
De nombreux canons antichars furent montés sur des châssis de chars pour en faire des canons automoteurs ou des chasseurs de chars, comme les Marders allemands ou les SU-100 soviétiques.
Dans le même temps, des canons qui n'étaient pas créés pour un usage antichar dès le départ ont aussi été utilisés dans ce rôle, le plus célèbre étant le canon antiaérien de 88 mm allemand qui pouvait pénétrer des blindages plus épais que les canons antichars de plus faible calibre qui étaient employés au début de la guerre.

## Déclin

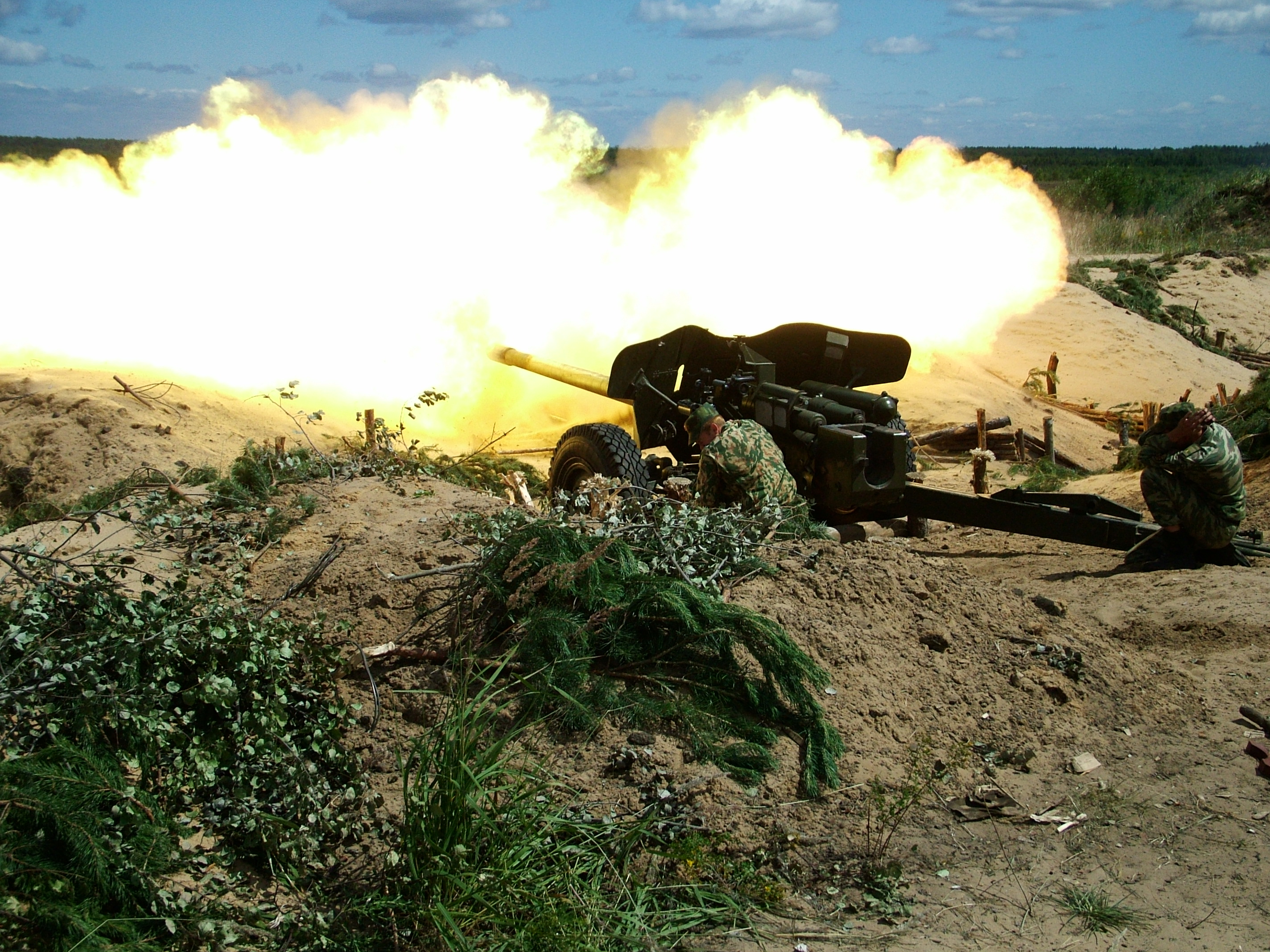
Canon anti-char de 100 mm T-12 conçu par l'Union Soviétique à la fin des années 1950. C'est l'un derniers modèles de cette catégorie. Il est encore utilisé au combat en 2022.

La grande taille des canons antichars de la fin de la Seconde Guerre mondiale les rendait de plus en plus difficiles à employer et à dissimuler. De plus, les lance-roquettes antichars comme le bazooka américain ou le Panzerfaust allemand permettaient à l'infanterie d'avoir une arme antichar légère et puissante.
Le canon sans recul est apparu au cours de la Seconde Guerre mondiale et s'est généralisé après-guerre. Bien qu'il ressemble extérieurement à un canon léger, son fonctionnement est plus proche de celui du lance roquette. Comme pour celui-ci, l'efficacité de son projectile, doté d'une charge creuse, ne dépend plus de sa vélocité. Même si la portée du canon sans recul est moindre que celle du canon antichar, sa légèreté et son prix réduit lui donnèrent un avantage décisif. Parallèlement, l'amélioration de la mobilité des véhicules, de la précision de leur tir puis l'apparition des missiles antichars portables ou montés sur des véhicules et des aéronefs efficaces à longue portée, contribuèrent à rendre le canon antichar obsolète.

## Culture populaire
- Dans le jeu vidéo de stratégie Empire Earth : il est possible de construire des canons antichar dans les arsenaux à partir de l'ère atomique - Grande Guerre (époque 10), ces machines de sièges sont efficaces contre les chars et la plupart des cybers. Le premier étant le canon antichar 57mm qui peut être amélioré en canon antichar 120mm à l'ère atomique - Moderne (époque 12), puis en canon antichar Thor à l'ère numérique (époque 13) et en canon antichar Hercules au Nano âge (époque 14) (ces 2 derniers canons montés sur véhicules à chenilles et équipé de roquettes sont fictives, inexistant dans la réalité).
- Dans Le jeu vidéo RUSE Il est possible d'utiliser les canons antichars du début de la guerre et de les améliorer au fur et à mesure du jeu. Toutes les nations disposent de canons antichars de 1939 et de 1945 qu'ils soient blindés ou non. Ex: La France dispose de 3 canons antichars tous améliorable au fur et à mesure de la bataille.
- Dans le jeu Post Scriptum, il est possible de construire et d'utiliser des canons antichars dans n'importe quelle armée. Les anglais et américains ayant accès au QF6 57mm, les allemands au Pak 36, Pak 38 et Flak 36 et les français au canon de 47mm.

### Articles Connexes
- Lutte antichar